# Ron Flockhart
 Ron Flockhart  va ser un pilot de curses automobilístiques escocès que va arribar a disputar curses de Fórmula 1. Ron Flockhart va néixer el 16 de juny del 1923 a Edimburg, Escòcia, Gran Bretanya i va morir el 12 d'abril del 1962 en un accident aeri a Dandenong Ranges, Victòria, Austràlia. Va guanyar les 24 hores de Le Mans de l'any 1956.

## Trajectòria
Va debutar a la cinquena cursa de la temporada 1954 (la cinquena temporada de la història) del campionat del món de la Fórmula 1, disputant el 17 de juliol del 1954 el GP de Gran Bretanya al Circuit de Silverstone.
Ron Flockhart va participar en catorze curses puntuables (amb un podi) pel campionat de la F1, disputades en sis temporades diferents, les corresponents als anys entre 1954 i 1960.

## Resultats
| Any  | Equip                     | Xassís    | Motor    | 1       | 2       | 3   | 4       | 5       | 6       | 7       | 8      | 9   | 10      | 11      | Posició | Punts |
| ---- | ------------------------- | --------- | -------- | ------- | ------- | --- | ------- | ------- | ------- | ------- | ------ | --- | ------- | ------- | ------- | ----- |
| 1954 | Officine Alfieri Maserati | Maserati  | Maserati | ARG     | 500     | BEL | FRA     | GBR Ret | ALE     | SUI     | ITA    | ESP |         |         | -       | 0     |
| 1956 | Owen Racing Organisation  | BRM       | BRM      | ARG     | MON     | 500 | BEL     | FRA     | GBR Ret | ALE     |        |     |         |         | 14è     | 4     |
| 1956 | Connaught Engineering     | Connaught | Alta     |         |         |     |         |         |         |         | ITA 3  |     |         |         | 14è     | 4     |
| 1957 | Owen Racing Organisation  | BRM       | BRM      | ARG     | MON Ret | 500 | FRA Ret | GBR     | ALE     | PES     | ITA    |     |         |         | -       | 0     |
| 1958 | Owen Racing Organisation  | BRM       | BRM      | ARG     | MON NVQ | HOL | 500     | BEL     | FRA     | GBR     | ALE    | POR | ITA     | MAR Ret | -       | 0     |
| 1959 | Owen Racing Organisation  | BRM       | BRM      | MON Ret | 500     | HOL | FRA 6   | GBR Ret | ALE     | POR 7   | ITA 13 | USA |         |         | -       | 0     |
| 1960 | Team Lotus                | Lotus     | Climax   | ARG     | MON     | 500 | HOL     | BEL     | FRA 6   | GBR Ret | POR    | ITA |         |         | 25è     | 1     |
| 1960 | Cooper Car Company        | Cooper    | Climax   |         |         |     |         |         |         |         |        |     | USA Ret |         | 25è     | 1     |

### Resum
| Curses: | Victòries: | Pòdiums: | Poles: | Voltes ràpides: | Punts: |
| ------- | ---------- | -------- | ------ | --------------- | ------ |
| 14      | 0          | 1        | 0      | 0               | 5      |